# Ixora fallax
Ixora fallax är en måreväxtart som beskrevs av Cornelis Eliza Bertus Bremekamp. Ixora fallax ingår i släktet Ixora och familjen måreväxter. Inga underarter finns listade i Catalogue of Life.